# Pärna (Emmaste)
Pärna est un village de la commune de Hiiumaa et du Comté de Hiiu en Estonie.

## Histoire
Pärna appartenait historiquement au manoir Emmaste , où en 1614 le fermier Perma Matz était mentionné.
La chapelle de Sõru était située dans le village avant l'achèvement de l'église d'Emmaste .
Sur la base de la révision des labours de 1725 - 1726 de Läänemaa , il y avait quatre fermes dans le village de Perna, dont les propriétaires étaient Perna Mart, Wieta Siemo, Wieta Matz et Lasse Erich.
En 1835, il y avait sept fermes dans le village, dont les habitants portaient les noms de familles : Kuik, Lepik , Link, Põllo, Pärn (Pern) , Seppel, Toompuu (Thompu), Umb, Vaim (Waim) et Voo.
Jusqu'à la réforme administrative des municipalités estoniennes en 2017, le village appartenait à la commune de Emmaste.

## Galerie

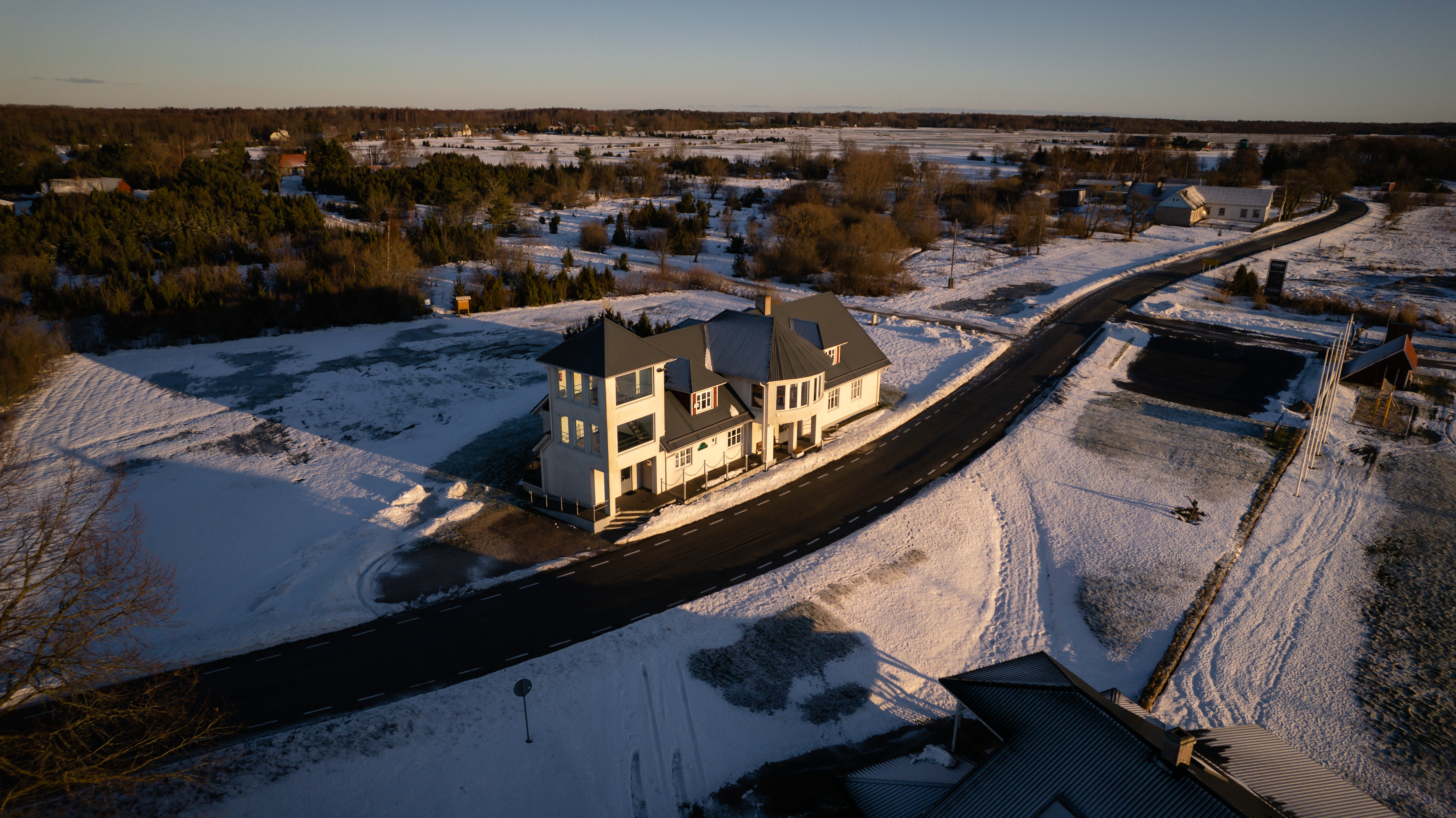
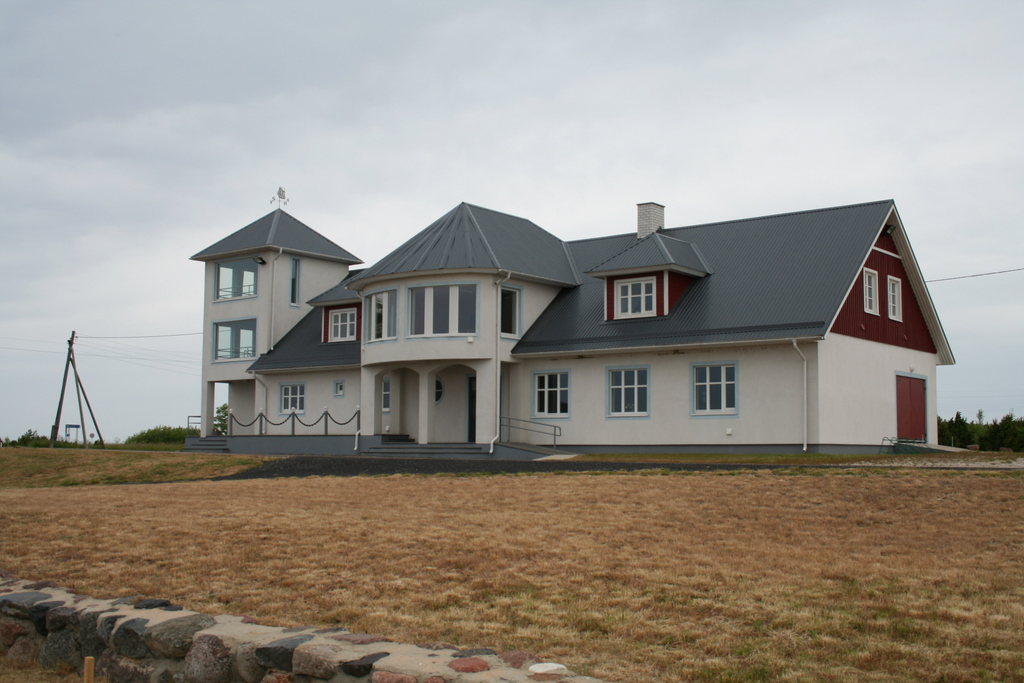
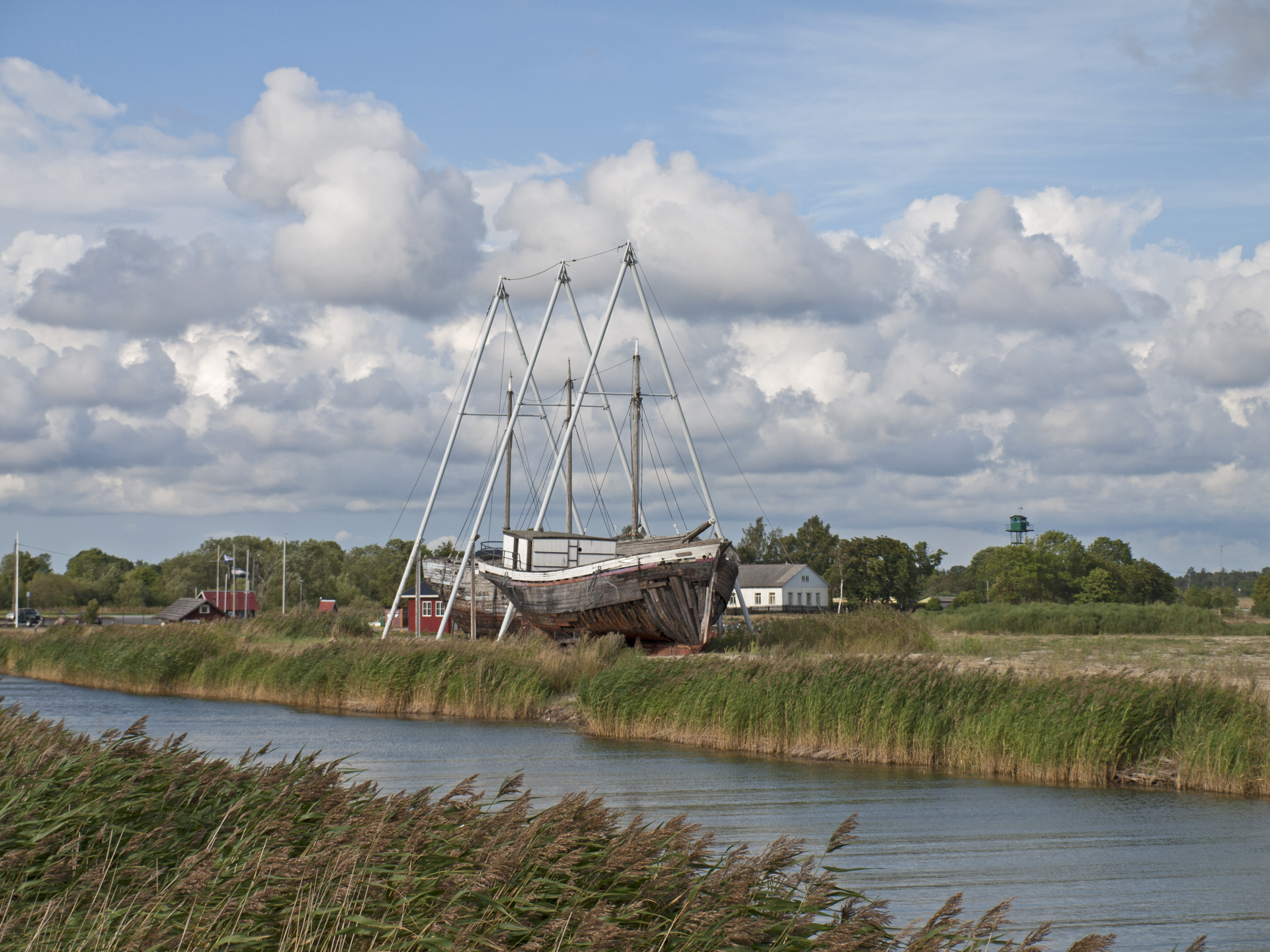

## Démographie
| Population | année |
| ---------- | ----- |
| 38         | 1959  |
| 22         | 1970  |
| 23         | 2000  |
| 15         | 2011  |
| 29         | 2020  |
| 25         | 2021  |
| Source:    |       |